# Андроник (Богословский)
Епи́скоп Андрони́к (в миру Андре́й Гео́ргиевич Богосло́вский; 1845, Ставропольская губерния — 26 января 1928, Седмиозерная пустынь) — епископ Русской православной церкви, епископ Мамадышский, викарий Казанской епархии.

## Биография
Родился в 1845 году в Ставропольской губернии в семье диакона.
В 1869 году окончил Ставропольскую духовную семинарию и 4 декабря того же года был рукоположён в сан священника к Михаило-Архангельской церкви станицы Темнолесской Ставропольской епархии.
С 1878 года — священник Спасской церкви села Воронцова-Александровского.
С 1881 года — законоучитель сельского народного мужского училища и двухклассного училища, с 1889 года — наблюдатель церковно-приходских школ 7-го округа Ставропольской губернии.
18 апреля 1892 года Советом казанского братства святителя Гурия избран пожизненным членом за миссионерские и прочие труды (присоединил к православию в разные годы 43 инородцев).
С 22 февраля 1893 года — председатель местного церковно-приходского попечительства.
24 декабря 1892 года Пензенской городской думой и 15 февраля 1894 года Рязанской губернской земской управой священнику Андрею Богословскому была выражена благодарность за помощь в покупке хлеба для голодающего населения Пензенской и Рязанской губерний.
17 июля 1903 года переведён в Екатеринбургскую епархию с назначением настоятелем Богоявленского собора в городе Ирбите.
7 сентября 1903 года возведён в сан протоиерея.
20 октября 1903 года протоиерей Андрей Богословский был избран пожизненным членом Императорского палестинского православного общества.
Познакомился с епископом Екатеринбургским Никанором (Каменским). Вслед за епископ Никанором последовал в другие епархии, был экономом архиерейских домов в Гродно, Варшаве и Казани.
Овдовев, 24 марта 1908 года пострижен в монашество с именем Андроник. 10 апреля возведён в сан архимандрита. Вскоре вместе с архиепископом Никанором прибыл в Казань и 15 мая решением архиепископа Никанора назначен наместником Седмиезерной пустыни вместо незаслуженно уволенного на покой схиархимандрита Гавриила (Зырянова). Управлял пустынью до конца жизни.
В июне 1921 года по указу митрополита Кирилла, находившегося в заключении, епископы Иоасаф (Удалов), Афанасий (Малинин) и Варсонофий (Лузин) рукоположили отца Андроника во епископа Спасского, викария Казанской епархии (на 76-м году его жизни). Тем же указом епископ Андроник был назначен настоятелем Казанского Иоанно-Предтеченского монастыря.
Но владыка Андроник просил оставить его в Седмиозерном монастыре, и его просьба была удовлетворена. Пользовался большим уважением братии Седмиозерного монастыря и верующих.
С 12 апреля 1922 года — епископ Мамадышский, викарий Казанской епархии с прежним местом проживания.
Занимал активную антиобновленческую позицию, не признавая обновленческих ВЦУ и епархиального управления. В июле 1922 года в числе прочих викариев принимал покаяние у отпавшего в обновленчество духовенства.
Скончался 26 января 1928 года в Седмиозерном монастыре (по другим данным — в Казани). В литературе до сих пор встречаются утверждения, что владыка Андроник умер на 96-м году жизни (на самом деле — на 84-м). По свидетельству очевидцев, тело скончавшегося епископа Андроника несколько дней оставалось нетленным до погребения. Похоронен около Вознесенского собора Седмиозерного монастыря, могила не сохранилась.